# Atyriodes
Atyriodes là một chi bướm đêm thuộc họ Geometridae.

## Các loài
- Atyriodes cyrene (Druce, 1885)
- Atyriodes janeira (Schaus, 1892)